# Tampereen Ilves (hokejový klub)
Tampereen Ilves, běžně kráceno na Ilves, (finsky Ilves znamená „rys ostrovid“) je finský hokejový klub hrající nejvyšší finskou soutěž SM-liiga. Je to nejúspěšnější tým historie této soutěže, i když poslední titul získal v roce 1985. Celkem se stal šestnáctkrát finským mistrem.
Původně byl součástí sportovního klubu Tampereen Ilves, ale 4. března 1981 se oddělil samostatný spolek Liiga-Ilves ry. Ten se 1. června 2000 změnil v akciovou společnost Ilves-Hockey Oy (zkratka Oy znamená „akciová společnost“). Hlavním vlastníkem klubu je Vincent Manngard.
Domácí stadion, Nokia Arena, sdílí s klubem Tappara. Klubové barvy jsou zelená, žlutá a černá.

## Úspěchy v nejvyšší finské soutěži
- 16 mistrů Finska: 1936, 1937, 1938, 1945, 1946, 1947, 1950, 1951, 1952, 1957, 1958, 1960, 1962, 1966, 1972 a 1985
- 9 stříbrných medailí: 1935, 1948, 1949, 1965, 1968, 1969, 1970, 1990 a 1998
- 13 bronzových medailí: 1934, 1939, 1941, 1943, 1963, 1964, 1967, 1974, 1975, 1983, 1989, 2001 a 2022

## Češi v týmu
| Ročník                      | Hráči ČR                                                                           | Link |
| --------------------------- | ---------------------------------------------------------------------------------- | ---- |
| 1993/1994                   | nikdo                                                                              |      |
| 1994/1995                   | nikdo                                                                              |      |
| 1995/1996                   | nikdo                                                                              |      |
| 1996/1997                   | nikdo                                                                              |      |
| 1997/1998                   | nikdo                                                                              |      |
| 1998/1999                   | nikdo                                                                              |      |
| 1999/2000                   | Petr Tenkrát                                                                       |      |
| 2000/2001                   | Petr Kuchyňa, Marián Kacíř                                                         |      |
| 2001/2002                   | Jan Vopat, Roman Vopat                                                             |      |
| 2002/2003                   | Lubomír Korhoň, Petr Vala                                                          |      |
| 2003/2004                   | Martin Hlavačka, Radim Kucharczyk, Marek Vorel                                     |      |
| 2004/2005                   | Patrik Štefan                                                                      |      |
| 2005/2006                   | nikdo                                                                              |      |
| 2006/2007                   | Radek Duda, Tomáš Kůrka                                                            |      |
| 2007/2008                   | Jakub Koreis                                                                       |      |
| 2008/2009                   | nikdo                                                                              |      |
| 2009/2010                   | nikdo                                                                              |      |
| 2010/2011                   | nikdo                                                                              |      |
| 2011/2012                   | nikdo                                                                              |      |
| 2012/2013                   | Jaroslav Hübl                                                                      |      |
| 2013/2014                   | nikdo                                                                              |      |
| 2014/2015                   | Vojtěch Polák                                                                      |      |
| 2015/2016                   | nikdo                                                                              |      |
| 2016/2017                   | nikdo                                                                              |      |
| 2017/2018                   | nikdo                                                                              |      |
| 2018/2019                   | Lukáš Dostál                                                                       |      |
| 2019/2020                   | Lukáš Dostál                                                                       |      |
| 2020/2021                   | Lukáš Dostál, Ondřej Roman                                                         |      |
| 2021/2022                   | Marek Langhamer, Jakub Kos, Dominik Mašín, Daniel Gazda                            |      |
| 2022/2023                   | Marek Langhamer, Jakub Málek, Jakub Kos, Dominik Mašín, Ondřej Bizon               |      |
| 2023/2024                   | Jakub Málek, Petr Kodýtek, Šimon Stránský, Dominik Mašín                           |      |
| 2024/2025                   | Daniel Gazda, Šimon Stránský, Adam Najman, Ondřej Kos, Jakub Málek, Dominik Pavlát |      |
| 2025/2026                   | Ondřej Kos, Radek Kučeřík, Lukáš Jašek, Dominik Pavlát                             |      |
| Zdroj na eliteprospects.com |                                                                                    |      |

## Vyřazená čísla
Ilves již nepoužívá šest čísel, která nosili slavní hráči.
- 2 – Jarmo Wasama
- 7 – Aarne Honkavaara
- 13 – Risto Jalo
- 14 – Lasse Oksanen
- 16 – Jorma Peltonen
- 41 – Raimo Helminen

Kromě nich se nepoužívá ani dres s číslem 24. Oblékal ho Veikko Suominen, který spáchal v sezóně 1978–79 sebevraždu.

## Přehled ligové účasti
| Finsko (1967 – ) |          |                  |                                                                                   |                  |
| Sezóny           | Soutěž   | ZČ               | Play-off, nadstavba, sk. o udržení...                                             | Kapitán          |
| 1967/1968        | SM-sarja | Stříbrná medaile | Play-off se nehrálo                                                               | Lasse Oksanen    |
| 1968/1969        | SM-sarja | Stříbrná medaile | Play-off se nehrálo                                                               | Lasse Oksanen    |
| 1969/1970        | SM-sarja | Stříbrná medaile | Play-off se nehrálo                                                               | Lasse Oksanen    |
| 1970/1971        | SM-sarja | 6. místo         | Semifinále prohra s Porin Ässät 0 : 3                                             | Lasse Oksanen    |
| 1971/1972        | SM-sarja | Zlatá medaile    | Play-off se nehrálo                                                               | Jorma Peltonen   |
| 1972/1973        | SM-sarja | 4. místo         | Play-off se nehrálo                                                               | Jorma Peltonen   |
| 1973/1974        | SM-sarja | Bronzová medaile | Play-off se nehrálo                                                               | Jorma Peltonen   |
| 1974/1975        | SM-sarja | Bronzová medaile | Play-off se nehrálo                                                               | Jorma Peltonen   |
| 1975/1976        | SM-liiga | 7. místo         | Ne                                                                                | Seppo Ahokainen  |
| 1976/1977        | SM-liiga | 6. místo         | Ne                                                                                | Veikko Suominen  |
| 1977/1978        | SM-liiga | 4. místo         | Semifinále prohra s Tappara 1 : 3                                                 | Lasse Oksanen    |
| 1978/1979        | SM-liiga | 7. místo         | Ne                                                                                | Veikko Suominen  |
| 1979/1980        | SM-liiga | 8. místo         | Ne                                                                                | Kari Järvinen    |
| 1980/1981        | SM-liiga | 6. místo         | Čtvrtfinále prohra s Oulun Kärpät 0 : 2                                           | Lasse Oksanen    |
| 1981/1982        | SM-liiga | 8. místo         | Ne                                                                                | Lasse Oksanen    |
| 1982/1983        | SM-liiga | Bronzová medaile | Semifinále prohra s HIFK Hockey 1 : 3                                             | Matti Kaario     |
| 1983/1984        | SM-liiga | 6. místo         | Čtvrtfinále prohra s Oulun Kärpät 0 : 2                                           | Matti Kaario     |
| 1984/1985        | SM-liiga | Bronzová medaile | Finále výhra s TPS Turku 3 : 2                                                    | Matti Kaario     |
| 1985/1986        | SM-liiga | 6. místo         | Ne                                                                                | Matti Kaario     |
| 1986/1987        | SM-liiga | 5. místo         | Ne                                                                                | Jukka Hirsimäki  |
| 1987/1988        | SM-liiga | Zlatá medaile    | Semifinále prohra s Lukko Rauma 0 : 3                                             | Risto Jalo       |
| 1988/1989        | SM-liiga | Stříbrná medaile | Semifinále prohra s JYP Jyväskylä 1 : 3                                           | Risto Jalo       |
| 1989/1990        | SM-liiga | Stříbrná medaile | Finále prohra s TPS Turku 2 : 4                                                   | Risto Jalo       |
| 1990/1991        | SM-liiga | 10. místo        | Ne                                                                                | Pasi Huura       |
| 1991/1992        | SM-liiga | 9. místo         | Ne                                                                                | Risto Jalo       |
| 1992/1993        | SM-liiga | 8. místo         | Čtvrtfinále prohra s TPS Turku 1 : 3                                              | Hannu Mattila    |
| 1993/1994        | SM-liiga | 6. místo         | Čtvrtfinále prohra s Jokerit Helsinky 1 : 3                                       | Hannu Mattila    |
| 1994/1995        | SM-liiga | 12. místo        | Ne                                                                                | Ilkka Sinisalo   |
| 1995/1996        | SM-liiga | 8. místo         | Čtvrtfinále prohra s Jokerit Helsinky 0 : 3                                       | Hannu Henriksson |
| 1996/1997        | SM-liiga | 4. místo         | Semifinále prohra s Jokerit Helsinky 0 : 3                                        | Hannu Henriksson |
| 1997/1998        | SM-liiga | Bronzová medaile | Finále prohra s HIFK Hockey 0 : 3                                                 | bez kapitána     |
| 1998/1999        | SM-liiga | 5. místo         | Čtvrtfinále prohra s Hämeenlinnan Pallokerho 1 : 3                                | bez kapitána     |
| 1999/2000        | SM-liiga | 8. místo         | Čtvrtfinále prohra s TPS Turku 0 : 3                                              | Raimo Helminen   |
| 2000/2001        | SM-liiga | 5. místo         | Semifinále prohra s Tappara 0 : 3                                                 | Raimo Helminen   |
| 2001/2002        | SM-liiga | 7. místo         | Čtvrtfinále prohra s Hämeenlinnan Pallokerho 0 : 3                                | Raimo Helminen   |
| 2002/2003        | SM-liiga | 13. místo        | Ne                                                                                | Raimo Helminen   |
| 2003/2004        | SM-liiga | 6. místo         | Čtvrtfinále prohra s HIFK Hockey 3 : 4                                            | Raimo Helminen   |
| 2004/2005        | SM-liiga | 7. místo         | Čtvrtfinále prohra s Jokerit Helsinky 1 : 4                                       | Raimo Helminen   |
| 2005/2006        | SM-liiga | 6. místo         | Čtvrtfinále prohra s Hämeenlinnan Pallokerho 0 : 4                                | Raimo Helminen   |
| 2006/2007        | SM-liiga | 9. místo         | Předkolo prohra s Lukko Rauma 1 : 2                                               | bez kapitána     |
| 2007/2008        | SM-liiga | 8. místo         | Čtvrtfinále prohra s Oulun Kärpät 2 : 4                                           | Raimo Helminen   |
| 2008/2009        | SM-liiga | 8. místo         | Předkolo prohra s Pelicans 1 : 2                                                  | Pasi Määttänen   |
| 2009/2010        | SM-liiga | 14. místo        | Ne                                                                                | Pasi Määttänen   |
| 2010/2011        | SM-liiga | 11. místo        | Čtvrtfinále výhra s JYP Jyväskylä 0 : 4                                           | Pasi Määttänen   |
| 2011/2012        | SM-liiga | 14. místo        | Ne                                                                                | Martti Järventie |
| 2012/2013        | SM-liiga | 14. místo        | Ne                                                                                | Martti Järventie |
| 2013/2014        | Liiga    | 11. místo        | Ne                                                                                | Jarkko Näppilä   |
| 2014/2015        | Liiga    | 10. místo        | Předkolo prohra s HIFK Hockey 0 : 2                                               | Sami Sandell     |
| 2015/2016        | Liiga    | 14. místo        | Ne                                                                                | Tapio Laakso     |
| 2016/2017        | Liiga    | 10. místo        | Čtvrtfinále prohra s Tappara 3 : 4                                                | Tapio Laakso     |
| 2017/2018        | Liiga    | 11. místo        | Ne                                                                                | Tapio Laakso     |
| 2018/2019        | Liiga    | 8. místo         | Čtvrtfinále prohra s Oulun Kärpät 0 : 4                                           | Eemeli Suomi     |
| 2019/2020        | Liiga    | 4. místo         | Ročník zrušen po odehrání základní části a nadstavby z důvodu Pandemie covidu-19. | Eemeli Suomi     |
| 2020/2021        | Liiga    | 8. místo         | Čtvrtfinále prohra s Lukko Rauma 0 : 3                                            | Eemeli Suomi     |
| 2021/2022        | Liiga    | Bronzová medaile | Semifinále prohra s TPS Turku 2 : 4                                               | Eemeli Suomi     |
| 2022/2023        | Liiga    | Stříbrná medaile | o 3. místo výhra s HIFK Hockey 3 : 2                                              | Eemeli Suomi     |
| 2023/2024        | Liiga    | Stříbrná medaile | Čtvrtfinále prohra s KalPa 1 : 4                                                  |                  |
| 2024/2025        | Liiga    | Stříbrná medaile | Semifinále prohra s KalPa 2 : 4                                                   |                  |
| 2025/2026        | Liiga    |                  |                                                                                   |                  |